# Dundee
Dundee (skotsk: Dundee; skotsk gælisk: Dùn Dè eller skotsk gælisk: Dùn Dèagh, gd) er den fjerdestørste by i Skotland. I 2020 blev det estimeret at byen havde 148.210 indbyggere. Den ligger i den østlige del af Central Lowlands på den nordlige bred af Firth of Tay, som løber ud i Nordsøen. Byen er bygget på en basaltprop af en udslukt vulkan (174 moh.), nu kaldt Dundee Law.
Under navnet Dundee City udgør den ét af de 32 rådsområder der en del af lokalstyret i Skotland. Inden for grænserne af det historiske grevskab Angus, udviklede byen sig til en burgh i slutningen af 1100-tallet og etablerede sig som en vigtig handelsby på østkysten. En hurtig ekspansion blev fremmet af den industrielle revolution, især i 1800-tallet, hvor Dundee var centrum for den globale juteindustri. Dette, sammen med byens andre store industrier, gav Dundee tilnavnet "byen med jute, marmelade og journalistik".
Med nedgangen i traditionel industri har byen indført en plan for at genoplive og gentænke sig selv som et kulturelt centrum. Som led i dette blev en masterplan til en værdi af £1 mia. lanceret i 2001 for at genopbygge og genetablere forbindelsen mellem havnefronten og byens centrum – et projekt der forventes afsluttet over 30 år. V&A Dundee – den første filial af V&A uden for London – er hovedattraktionen i projektet ved havnefronten. I dag promoveres Dundee som "One City, Many Discoveries" til ære for byens historie inden for videnskab og for RRS Discovery, Robert Falcon Scotts antarktisekspeditionsskib, der blev bygget i Dundee og nu ligger ved Discovery Point.
Dundee er et internationalt forsknings- og udviklingscenter inden for teknologi, medicin og biovidenskab, og teknologiske industrier har haft tilstedeværelse siden 1980’erne. Dundee blev i 2021 udpeget som "City of the Future" af Cognizant – den eneste britiske by på listen. Dundee har også været førende i elbilteknologi med et af de største antal elbiler i landet. Byen blev i 2018 kaldt Europas elbilhovedstad og har fortsat denne status i både Skotland og Storbritannien.
I 2014 blev Dundee anerkendt af FN som Storbritanniens første UNESCO Designby for sin mangfoldige indsats inden for blandt andet medicinsk forskning, tegneserier og videospil. Siden 2015 er Dundees internationale profil vokset. Tidsskriftet GQ kaldte Dundee for "Britanniens sejeste lille by" i 2015, og The Wall Street Journal placerede Dundee som nummer 5 på sin liste over "Worldwide Hot Destinations" for 2018.

## Historie
Der har boet mennesker ved Dundee siden stenalderen. Området omkring Dundee viser at Romerene var i området.
Dundee var tidligere center for produktion af jute.
Efter 6 års konstruktion åbnede den første jernbanebro over Tay ved Dundee den 26. september 1877.
To år senere den 28. december 1879 skete en tragedie da broen kollapsede medens et tog med måske over 70 passagere var på vej over broen.
Nogle år senere blev en ny jernbanebro bygget, og den bro står stadig og fører tog over fra Fife.
I 1946 kom den amerikanske urfabrikant Timex til byen og begyndte at producere ure. I 1970'erne var omkring 7.000 personer ansat ved firmaet.
I januar 1993 kom det til en strejke blandt medarbejderne i protest mod planlagte fyringer. Det endte med at Timex lukkede fabrikken den 29. august 1993.
I 1960'erne blev en vejbro bygget over Tay.

## Organisationer
Dundee har en mindre lufthavn i den vestlige del af byen.

## Attraktioner

### Museer
Byen rummer en række museer, herunder kunst og designmuseerne Dundee Contemporary Arts, V&A Dundee, The McManus, det zoologiske museum D'Arcy Thompson Zoology Museum, videnskabsmuseet Dundee Science Centre og transportmuseet Dundee Museum of Transport.
Byen har to historiske skibe, som er åbne for offentligheden RRS Discovery og HMS Unicorn.

### Borge
Der findes adskillige borge i Dundee, de fleste fra den tidlige moderne periode. De ældste dele af Mains Castle i Caird Park blev opført af David Graham i 1562 på stedet for en jagthytte fra 1460. Dudhope Castle, oprindeligt sæde for familien Scrymgeour, stammer fra slutningen af 1500-tallet og blev opført på stedet for et tårn fra 1460. Claypotts Castle, en markant Z-plansborg i West Ferry, blev bygget af John Strachan og dateres til perioden 1569–1588. I 1495 blev Broughty Castle opført og forblev i brug som en vigtig forsvarsstruktur indtil 1932, hvor det spillede en rolle i de engelsk-skotske krige og drigen i de tre kongeriger. Borgen står på en lav pynt, der rager ud i fjorden, omgivet af to strande – en sandstrand og stenstrand. Ruinerne af Powrie Castle, nord for Fintry, stammer fra 1500-tallet.

## Venskabsbyer
- Orléans
- Würzburg
- Zadar
- Alexandria, Virginia
- Dubai